# Verneix
 Verneix  là một xã ở tỉnh Allier thuộc miền trung nước Pháp.